# Мюмюн Тахир
Мюмюн Мюмюнов Тахир е магистър по литература и културология. Доктор по философия. Защитил дисертация по философия на историята в Българска академия на науките. Председател на Академия за европейска култура „Орфеева лира“ и на читалище „Юмер Лютфи“, секретар е на Обществения съвет по проблемите на културното многообразие към Министерството на културата.
Автор е на над тридедет книги, сред които са „Славеят на Родопите“, „Тревожен оптимизъм“, „Стряха с много гнезда“, „Преминаване“, „Земя за обетоване“, „Бране на диви пчели“, „Високо, зелено и нежно“, „Пътеки във времето“, „Животът заедно“, „Идентичност и толерантност. Философски и практически въпроси на културната интегарция“, „Когато пътят беше граница“, „Към интегрираща идентичност“. „Времена и културно общуване“, „Етнодемография и култура на сигурността“, „Аксиология и сигурност“, „Неолиберално общество и междукукултурни общуване“, „Въведение във философията на изкуството“, „Човекът и неговото бъдеще“ (в съавторство) и др. Негови разкази са преведени на румънски, полски, македонски, турски, руски. Носител е на Голямата литературна награда на съюза на българските писатели, два пъти е носител на Националната литературна награда „Всички сме деца на майката-земя“, лауреат е Националната награда за разказ „Дядо Йоцо гледа“, на националните литертурни награди „Георги Братанов“ и „Николай Хайтов“. Член на СБП и СБЖ. Професор в УниБИТ. Проф. д-р Мюмюн Тахир е основател и организатор на Фестивала на балканския фолклор и Балканската среща на писателите, които се провеждат всяка година в Кърджали.